# Otto II. (Ravensberg)
Otto II. von Ravensberg († 1. April 1244) war Graf von Ravensberg. Nach der Erbteilung mit seinem Bruder Ludwig 1226 erhielt er die Gebiete um Vlotho und Vechta.

## Leben
Er war der Sohn Hermanns II. und der Jutta von Thüringen. Er selbst heiratete Sophia aus dem Haus Oldenburg, Tochter des Grafen Burchard von Wildeshausen. Aus der Ehe ging der Sohn Hermann hervor, der schon jung verstarb. Die Tochter Jutta heiratete in erster Ehe den Grafen Heinrich von Tecklenburg und in zweiter Ehe Walram III. von Montjoie.
Otto kämpfte zusammen mit dem Vater und den Brüdern im weltlichen Stand zu Beginn des 13. Jahrhunderts gegen die Grafen von Tecklenburg. Dabei wurde Graf Simon von Tecklenburg 1202 von einem der Ravensberger getötet. Otto und sein Vater gerieten zeitweise in Gefangenschaft. Sie mussten die Tecklenburger als Lehnsherren für Teile ihres Besitzes anerkennen. Erzbischof Adolf von Köln vermittelte eine Versöhnung zwischen beiden Parteien.
Nach dem Tod des Vaters hatte zunächst wohl Otto II. die stärkste Stellung. Sein Bruder Ludwig war aber an der Herrschaft beteiligt. Zwischen den Brüdern kam es zum Streit. Im Jahr 1226 haben beide Brüder vermittelt durch den Bischof von Paderborn und Hermann von der Lippe einen Teilungsvertrag geschlossen (Herforder Teilung). Ludwig bekam die Burg Ravensberg, Bielefeld, die Vogtei über das Stift Borghorst und andere Besitzungen. Otto erhielt den größeren Teil des Besitzes mt den Burgen Vlotho und Vechta. Hinzu kamen Reichslehen sowie Lehen der Erzbischöfe von Köln und Bremen, der Bischöfe von Paderborn, Minden, Osnabrück, Utrecht und des Klosters Corvey. Familiengut konnte nach der Erbteilung nur mit Zustimmung des anderen Bruders veräußert werden.
Nach dem Mord an Erzbischof Engelbert I. von Köln floh Friedrich von Isenberg zu den mit ihm verwandten Tecklenburgern. Auch diese wurden gebannt. Es kam zu einem Bündnis zwischen Erzbischof Heinrich I. von Köln und dem Bischof von Osnabrück Konrad I. von Velber gegen die Tecklenburger. Auch Otto und Ludwig von Ravensberg erneuerten die alte Fehde. Diese endete aber noch im selben Jahr. Die Brüder Otto II. und Ludwig haben 1231 mit den Tecklenburgern noch einmal einen Sühnevertrag geschlossen. Verschiedene Besitzungen kamen an die Ravensberger zurück und auch die Anerkennung der Lehnshoheit der Tecklenburger wurde aufgehoben.
Nach dem Ende der Fehde stiftete Ehefrau Sophie bei Zustimmung seines Bruders das Kloster Bersenbrück. Im Jahr 1242 hat er dem Kloster weitere Schenkungen gemacht.
Im Jahr 1232 nahm Otto an einem Reichstag von König Heinrich in Anwesenheit von Kaiser Friedrich II. in Worms teil.
Um die Aussöhnung mit den Tecklenburgern weiter zu befestigen, versprach Otto seine noch im Kindesalter stehende Tochter Jutta, die Erbin von Vlotho und Vechta, 1238 Heinrich von Tecklenburg als Ehefrau, aber Heinrich verstarb kurz darauf.
Nach seinem Tod wurde Otto im Kloster Bersenbrück bestattet. Als die Tecklenburger das Erbe seiner Tochter Jutta verlangten, kam es zu einer weiteren Fehde mit dem nun alleinigen Grafen Ludwig.